# Чулпан (Астраханська область)
Чулпан  (рос. Чулпан) — село у Ікрянинському районі Астраханської області Російської Федерації.
Населення становить 1032 особи (2010). Входить до складу муніципального утворення Чулпанська сільрада.

## Історія
Населений пункт розташований на території українського етнічного та культурного краю Жовтий Клин. Від 1925 року належить до Ікрянинського району.
Згідно із законом від 6 серпня 2004 року органом місцевого самоврядування є Чулпанська сільрада.

## Населення
| 2002 | 2010  |
| ---- | ----- |
| 1101 | ↘1032 |